# Блант, Эмили
Э́мили Оли́вия Ло́ра Блант (англ. Emily Olivia Laura Blunt; род. 23 февраля 1983[…], Уондсуэрт, Большой Лондон) — британская и американская актриса

. Обладательница премий «Золотой глобус» (2007) и Гильдии киноактёров США (2019). Номинантка на премию «Оскар» (2024) в категории «Лучшая женская роль второго плана» за роль Кэтрин Оппенгеймер в фильме «Оппенгеймер» (2023).

## Биография
Родилась в Лондоне в семье учительницы и барристера (кроме неё в семье ещё трое детей).
Прежде чем стать киноактрисой, Э. Блант играла в театре: в 2001 году она дебютировала в постановке «Королевской семьи» лондонского Haymarket Theatre на одной сцене с леди Джуди Денч. За роль Гвен Кавендиш Блант получила приз как «лучший новичок» от авторитетной газеты Evening Standard.
Дебют Блант на телеэкране состоялся в 2003 году в историческом эпосе «Королева против Рима» о героической судьбе предводительницы кельтов Боудикки, роль которой исполняла популярная британская актриса Алекс Кингстон. В следующем году Блант появилась в одной из главных ролей в драме взросления «Моё лето любви». Она сыграла Тамзин, манипулятивную интеллектуалку, приехавшую на отдых в английские предместья и встретившую там недалёкую девушку Мону, страдающую от скуки провинции и тут же влюбляющуюся в яркую Тамзин. Блант вместе с партнёршей по фильму Натали Пресс была названа лучшей новой актрисой авторитетными изданиями в Великобритании (BBC) и США («Varity»).
После заметного успеха «Моего лета любви» Блант получила предложение поработать в Голливуде — ей досталась роль снобистской ассистентки Эмили в экранизации «Дьявол носит Prada». Entertainment Weekly заявило, что Блант обратила всё внимание на себя (англ. best female scene stealer). Изначально предполагалось, что фильм будет бенефисом актрисы Энн Хэтэуэй, игравшей главную роль, однако игра Блант обратила на себя внимание, что подтвердила её номинация на «лучшую актрису второго плана» премии «Золотой глобус» 2007 года, и последовавшая чуть позже номинация на премию Британской киноакадемии BAFTA.
В тот же год Блант была повторно номинирована на «Золотой глобус» в категории «Лучшая актриса второго плана на телевидении» за роль в телевизионной драме «Дочь Гидеона» и одержала победу.
В 2007—2008 годах Блант приняла участие в нескольких проектах, среди которых экранизация бестселлера Карен Джой Фаулер «Жизнь по Джейн Остин», где Блант исполнила роль Пруди, закомплексованной учительницы французского, которая решается на измену равнодушному мужу с юным студентом. Кроме того, она сыграла в драме «Великий Бак Ховард», где её партнёрами были такие актёры как Том Хэнкс, Колин Хэнкс и Джон Малкович.
В ряде фильмов Блант появилась во второстепенных ролях, как, например, в фильме «Война Чарли Уилсона» (кроме неё там сыграли Джулия Робертс и снова Том Хэнкс), а также в драматической комедии «Влюбиться в невесту брата» вместе со Стивом Кареллом и французской актрисой Жюльет Бинош.
В начале 2009 года актриса участвовала в озвучке эпизода Lisa the Drama Queen 20 сезона мультсериала «Симпсоны», озвучивает Джульет Хоббс.

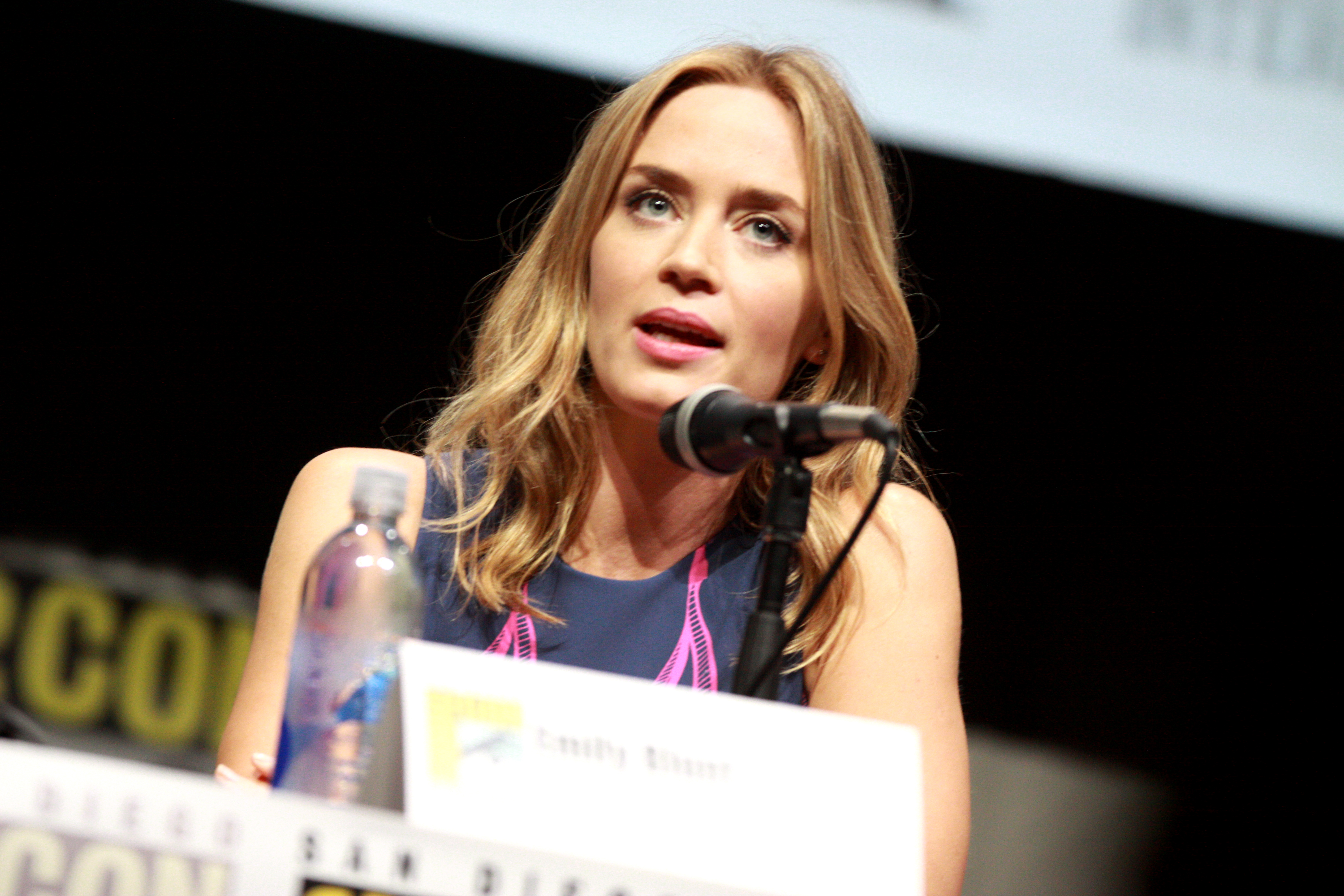
Блант на San Diego Comic Con 2013

В 2010 году Блант удостоилась третьей номинации на премию «Золотой глобус» в категории «Лучшая драматическая актриса» за фильм «Молодая Виктория». Тремя годами позже роль финансового советника Харриет в комедии «Рыба моей мечты» принесла ей и четвертую номинацию. Свои вокальные данные Блант продемонстрировала в фильме «Чем дальше в лес…» (2014) — экранизации одноимённого бродвейского мюзикла Стивена Сондхайма. За актёрскую работу в этой картине она получила пятую номинацию на «Золотой Глобус».
В 2016 году исполнила главную роль в триллере «Девушка в поезде». Выйдя в прокат, фильм получил неоднозначные отзывы от критиков. Они похвалили актёрские работы (Блант в том числе), но раскритиковали сюжетные линии. В 2017 году Блант за исполнение главной женской роли в фильме получила номинации на BAFTA и Премию Гильдии киноактёров США.
В 2018 году Блант сыграла главную роль в фильме «Тихое место», который получил множество положительных отзывов от критиков, в частности, и за её актёрскую работу. Также приняла участие в съемках сиквела фильма «Мэри Поппинс» под названием «Мэри Поппинс возвращается». Блант перевоплотилась в няню Мэри Поппинс, которая вернулась к своим подопечным спустя много лет. За свою актёрскую работу Блант получила шестую номинацию на премию «Золотой глобус» и Премию Гильдии киноактёров США.
В 2022 году Блант с успехом сыграла роль Кэтрин Оппенгеймер в фильме Кристофера Нолана «Оппенгеймер», что позволило ей номинироваться на премию «Оскар».  Блант исполнила главную роль в криминальной драме Дэвида Йейтса «Продавцы боли» для Netflix, и в боевике Дэвида Литча «Каскадёры».

## Личная жизнь
С 10 июля 2010 года Блант замужем за актёром Джоном Красински, с которым она встречалась полтора года до свадьбы. У супругов две дочери — Хэйзел Грейс Красински (род. 16.02.2014) и Вайолет Красински (род. 20.06.2016).
В августе 2015 года получила американское гражданство.
Проживает в Лос-Анджелесе.

## Фильмография
| Год  |    | Русское название                                             | Оригинальное название                                    | Роль               |
| ---- | -- | ------------------------------------------------------------ | -------------------------------------------------------- | ------------------ |
| 2003 | с  | Королева против Рима                                         | Boudica                                                  | Изольда            |
| 2003 | с  | Генрих VIII                                                  | Henry VIII                                               | Кэтрин Говард      |
| 2003 | с  | Война Фойла                                                  | Foyle's War                                              | Люси Маркем        |
| 2004 | ф  | Моё лето любви                                               | My Summer of Love                                        | Тамзин             |
| 2004 | с  | Пуаро Агаты Кристи                                           | Death on the Nile                                        | Линнет Риджуэй     |
| 2005 | с  | Империя                                                      | Empire                                                   | Камане             |
| 2005 | тф | Странная история мистера Шерлока Холмса и Артура Конан Дойля | The Strange Case of Sherlock Holmes & Arthur Conan Doyle | Джин Леки          |
| 2006 | тф | Дочь Гидеона                                                 | Gideon’s Daughter                                        | Наташа             |
| 2006 | ф  | Дьявол носит Prada                                           | The Devil Wears Prada                                    | Эмили              |
| 2006 | ф  | Одержимость                                                  | Irresistible                                             | Мара               |
| 2007 | ф  | Ледяной ветер                                                | Wind Chill                                               | девушка            |
| 2007 | ф  | Война Чарли Уилсона                                          | Charlie Wilson’s War                                     | Джейн Лиддл        |
| 2007 | ф  | Влюбиться в невесту брата                                    | Dan in Real Life                                         | Рути Дрейпер       |
| 2007 | ф  | Жизнь по Джейн Остин                                         | The Jane Austen Book Club                                | Пруди              |
| 2008 | ф  | Великий Бак Ховард                                           | The Great Buck Howard                                    | Валери Брэннен     |
| 2008 | ф  | Чистка до блеска                                             | Sunshine Cleaning                                        | Нора Лорковски     |
| 2009 | ф  | Молодая Виктория                                             | Young Victoria, The                                      | Виктория           |
| 2010 | ф  | Дикая штучка                                                 | Wild Target                                              | Роуз               |
| 2010 | ф  | Человек-волк                                                 | The Wolfman                                              | Гвен Конлиф        |
| 2010 | ф  | Путешествия Гулливера                                        | Gulliver's Travels                                       | принцесса Мэри     |
| 2011 | мф | Гномео и Джульетта                                           | Gnomeo and Juliet                                        | Джульетта          |
| 2011 | ф  | Меняющие реальность                                          | The Adjustment Bureau                                    | Элиза              |
| 2011 | ф  | Рыба моей мечты                                              | Salmon Fishing in the Yemen                              | Харриет            |
| 2011 | ф  | Сестра твоей сестры                                          | Your Sister's Sister                                     | Айрис              |
| 2012 | ф  | Немножко женаты                                              | The Five-Year Engagement                                 | Виолет Барнс       |
| 2012 | ф  | Петля времени                                                | Looper                                                   | Сара               |
| 2012 | ф  | Артур Ньюман, профессионал гольфа                            | Arthur Newman                                            | Майк               |
| 2014 | ф  | Грань будущего                                               | Edge of Tomorrow                                         | Рита Вратаски      |
| 2014 | ф  | Чем дальше в лес…                                            | Into the Woods                                           | жена пекаря        |
| 2015 | ф  | Убийца                                                       | Sicario                                                  | Кейт Мэйсер        |
| 2016 | ф  | Белоснежка и охотник 2                                       | The Huntsman: Winter's War                               | Фрейя              |
| 2016 | ф  | Девушка в поезде                                             | The Girl on the Train                                    | Рэйчел Уотсон      |
| 2017 | мф | My Little Pony в кино                                        | My Little Pony: The Movie                                | Буря               |
| 2017 | мф | Зверокрекеры                                                 | Animal Crackers                                          | Зоя                |
| 2018 | мф | Шерлок Гномс                                                 | Gnomeo and Juliet: Sherlock Gnomes                       | Джульетта          |
| 2018 | ф  | Тихое место                                                  | A Quiet Place                                            | Эвелин Эбботт      |
| 2018 | ф  | Мэри Поппинс возвращается                                    | Mary Poppins Returns                                     | Мэри Поппинс       |
| 2020 | ф  | Дикая парочка                                                | Wild Mountain Thyme                                      | Розмари Малдун     |
| 2020 | ф  | Тихое место 2                                                | A Quiet Place Part II                                    | Эвелин Эбботт      |
| 2021 | ф  | Круиз по джунглям                                            | Jungle Cruise                                            | Лили Хоутон        |
| 2022 | с  | Англичанка                                                   | The English                                              | Корнелия Локк      |
| 2023 | ф  | Оппенгеймер                                                  | Oppenheimer                                              | Кэтрин Оппенгеймер |
| 2023 | ф  | Продавцы боли                                                | Pain Hustlers                                            | Лайза Дрейк        |
| 2024 | ф  | Каскадёры                                                    | The Fall Guy                                             | Джоди Морено       |
| 2024 | ф  | Воображаемые друзья                                          | IF                                                       | Единорог           |
| 2025 | ф  | Крушащая машина                                              | The Smashing Machine                                     | Доун Стейплз       |
| 2026 | ф  | Будущий фильм Стивена Спилберга                              | Оригинальное название неизвестно                         |                    |
|      | ф  | Грань будущего 2                                             | Live Die Repeat and Repeat                               | Рита               |
|      | ф  | Дьявол носит Prada 2                                         | The Devil Wears Prada 2                                  | Эмили              |
|      | ф  | Круиз по джунглям 2                                          | Jungle Cruise 2                                          |                    |

## Награды и номинации
| Награда                        | Год  | Категория                                                               | Фильм                     | Результат |
| ------------------------------ | ---- | ----------------------------------------------------------------------- | ------------------------- | --------- |
| Оскар                          | 2024 | Лучшая женская роль второго плана                                       | Оппенгеймер               | Номинация |
| Золотой глобус                 | 2007 | Лучшая женская роль второго плана                                       | Дьявол носит Prada        | Номинация |
| Золотой глобус                 | 2007 | Лучшая женская роль второго плана мини-сериал, телесериал или телефильм | Дочь Гидеона              | Победа    |
| Золотой глобус                 | 2010 | Лучшая женская роль — драма                                             | Молодая Виктория          | Номинация |
| Золотой глобус                 | 2013 | Лучшая женская роль — комедия или мюзикл                                | Рыба моей мечты           | Номинация |
| Золотой глобус                 | 2015 | Лучшая женская роль — комедия или мюзикл                                | Чем дальше в лес…         | Номинация |
| Золотой глобус                 | 2019 | Лучшая женская роль — комедия или мюзикл                                | Мэри Поппинс возвращается | Номинация |
| BAFTA                          | 2007 | Восходящая звезда                                                       | Н/д                       | Номинация |
| BAFTA                          | 2007 | Лучшая женская роль второго плана                                       | Дьявол носит Prada        | Номинация |
| BAFTA                          | 2017 | Лучшая женская роль                                                     | Девушка в поезде          | Номинация |
| BAFTA / LA Britannia           | 2009 | Н/д                                                                     | Н/д                       | Победа    |
| Премия Гильдии киноактёров США | 2017 | Лучшая женская роль                                                     | Девушка в поезде          | Номинация |
| Премия Гильдии киноактёров США | 2019 | Лучшая женская роль                                                     | Мэри Поппинс возвращается | Номинация |
| Премия Гильдии киноактёров США | 2019 | Лучшая женская роль второго плана                                       | Тихое место               | Победа    |
| Сатурн                         | 2012 | Лучшая женская роль второго плана                                       | Меняющие реальность       | Победа    |
| Сатурн                         | 2015 | Лучшая женская роль                                                     | Грань будущего            | Номинация |
| Сатурн                         | 2016 | Лучшая женская роль                                                     | Убийца                    | Номинация |
| Сатурн                         | 2017 | Лучшая женская роль                                                     | Девушка в поезде          | Номинация |
| Сатурн                         | 2019 | Лучшая женская роль                                                     | Мэри Поппинс возвращается | Номинация |
| Peoples Choice Awards          | 2013 | Лучшая комедийная актриса                                               | Н/д                       | Номинация |
| Peoples Choice Awards          | 2016 | Лучшая актриса                                                          | Н/д                       | Номинация |
| Peoples Choice Awards          | 2017 | Лучшая драматическая актриса                                            | Н/д                       | Номинация |
| Peoples Choice Awards          | 2018 | Лучшая драматическая актриса                                            | Тихое место               | Номинация |
| Teen Choice Awards             | 2006 | Лучшая актриса                                                          | Дьявол носит Prada        | Номинация |
| Teen Choice Awards             | 2014 | Лучшая актриса боевика                                                  | Грань будущего            | Номинация |
| Teen Choice Awards             | 2019 | Лучшая актриса фантастического фильма                                   | Мэри Поппинс возвращается | Номинация |
| MTV Movie Awards               | 2007 | Лучший комедийный фильм                                                 | Дьявол носит Prada        | Номинация |
| MTV Movie Awards               | 2007 | Лучшая актриса — прорыв                                                 | Дьявол носит Prada        | Номинация |
| MTV Movie Awards               | 2018 | Лучший фильм ужасов                                                     | Тихое место               | Номинация |
| Kids Choice Awards             | 2017 | Лучший экраный дуэт                                                     | Белоснежка и охотник 2    | Номинация |
| Kids Choice Awards             | 2019 | Лучшая актриса                                                          | Мэри Поппинс возвращается | Номинация |